# Boletus miniato-olivaceus
Boletus miniato-olivaceus es una especie de hongo bolete en la familia Boletaceae. Descrito como nuevo para la ciencia en 1874, se encuentra en el este de América del Norte.

## Taxonomía
La especie fue descrita por primera vez por el botánico estadounidense Charles Christopher Frost en 1874, a partir de las colectas hechas cerca de Marlboro, Vermont. William Alfonso Murrill transfirió la especie al género Ceriomyces en 1909, ya que este género ha sido incluido en Boletus.
Durante muchos años, el concepto de especie Boletus miniato-olivaceus estaba claro, y no se acordó definitivamente en la combinación de las características de esta especie separada de la similar B. sensibilis, o incluso otros relacionados con boletus americanos tales como B. bicoloroides, B. carminipes, B. miniato-pallescens y Boletus sensibilis. Después de examinar los tipos de especímenes de B. miniato-olivaceus, así como varias muestras frescas, Roy Halling determinó que existe una variabilidad considerable en algunos caracteres, particularmente en la morfología de la cystidia.

## Hábitat y distribución
Boletus miniato-olivaceus es una especie de micorriza, y se ha demostrado en laboratorios que esta forma una red de Hartig con pino de incienso (Pinus taeda) que es típico de las micorrizas pino en la naturaleza. En la naturaleza, los cuerpos frutales crecen individualmente, dispersos, o en grupos sobre el terreno. Normalmente, sus hábitats incluyen bosques caducifolios o mixtos. Una especie poco común de fructificación se produce entre junio y octubre. Su distribución comprende desde el este de Canadá hasta el sur de Florida, que se extiende al oeste de la región de los Grandes Lagos.